# Orhaneli Çayı
Der Orhaneli Çayı ist ein rechter Nebenfluss des Adırnaz Çayı in den Provinzen Kütahya und Bursa im Nordwesten der Türkei.
Der Orhaneli Çayı bildet den Oberlauf des antiken Flusses Rhyndakos (latinisiert Rhyndacus).
Der Orhaneli Çayı entspringt im Gebirgszug Murat Dağı im Süden der Provinz Kütahya.
Er fließt anfangs als Kocaçay (auch Kocasu Deresi) in nördlicher Richtung. Dabei fließt er östlich an Çavdarhisar vorbei. Weiter nördlich wird der Fluss von der Kayaboğazı-Talsperre aufgestaut. Anschließend durchfließt er die Kreisstadt Tavşanlı und wendet sich nun nach Nordwesten und überquert die Provinzgrenze nach Bursa. Er fließt nördlich an der Kleinstadt Orhaneli vorbei.
Der Orhaneli Çayı wird wenig später von der Çınarcık-Talsperre aufgestaut. Ein Teil des Wassers wird direkt zu einem am See Uluabat Gölü gelegenen Wasserkraftwerk abgeleitet.
Der Orhaneli Çayı fließt nun in westlicher Richtung und passiert den Ort Çaltılıbük, bevor er schließlich bei der Ortschaft Camandar auf den nach Norden strömenden Adırnaz Çayı (auch Aliova Çayı) trifft.